# Battery Park City
Battery Park City è un quartiere di Manhattan, a New York City, situato nella parte sud-occidentale dell'isola. 
Il quartiere, che è sito del Brookfield Place (ex World Financial Center), è composto da numerosi edifici progettati per l'edilizia abitativa e commerciale, anche se per oltre un terzo è adibito a parco.